# Siaka Stevens
Siaka Probyn Stevens (24 tháng 8 năm 1905 – 29 tháng 5 năm 1988) là nhà lãnh đạo Sierra Leone năm 1967-1985, trong đó giữ chức Thủ tướng năm 1967-1971 và là Tổng thống năm 1971-1985. Sự lãnh đạo của Stevens nổi bật với kiểu cha truyền con nối cùng sự bê tha, củng cố quyền lực bằng tham nhũng và bóc lột.
Stevens và Đảng Đại hội toàn dân (APC) giành chiến thắng trong tổng tuyển cử Sierra Leone năm 1967 sít sao trước Thủ tướng đương nhiệm Sir Albert Margai của Đảng Nhân dân Sierra Leone (SLPP). Tháng 4 năm 1971, Stevens biến Sierra Leone thành nước cộng hòa và trở thành tổng thống một ngày sau khi hiến pháp được Quốc hội Sierra Leone phê chuẩn. Dù thường được coi là tổng thống Sierra Leone đầu tiên, nhưng Tổng thống hợp hiến đầu tiên chính là chánh án Christopher Okoro Cole chỉ sau một ngày tuyên thệ đã từ chức mở đường cho Stevens.
Stevens từng là Chủ tịch Tổ chức châu Phi Thống nhất (OAU) từ ngày 1 tháng 7 năm 1980 đến ngày 24 tháng 6 năm 1981, và đi tiên phong trong việc thành lập Liên minh sông Mano bao gồm Sierra Leone, Liberia và Guinée trong mối quan tâm chung về kinh tế.
Ngày 28 tháng 11 năm 1985. Stevens nghỉ hưu khi hết nhiệm kỳ. Sau khi gây áp lực loại bỏ những nhân vật tiềm năng khác, ông chọn Chỉ huy Quân lực Sierra Leone Thiếu tướng Joseph Saidu Momoh kế nhiệm mình. Ông qua đời ngày 29 tháng 5 năm 1988 tại Freetown.

## Thuở thiếu thời
Siaka Probyn Stevens sinh ngày 24 tháng 8 năm 1905 tại Moyamba, Quận Moyamba, Tỉnh Nam của Sierra Leone thuộc Anh với cha là người Limba còn mẹ thuộc tộc Mende. Stevens chủ yếu lớn lên tại Freetown. Học xong tiểu học, Stevens học trung học tại Học viện Albert ở Freetown, rồi gia nhập cảnh sát. Năm 1923-1930, ông được thăng Trung sĩ hạng nhất và Huấn luyện viên súng trường.
Năm 1931-1946, Stevens làm việc xây dựng tuyến đường sắt của Công ty Phát triển Sierra Leone (DELCO), nối Cảng Pepel với các mỏ quặng sắt tại Marampa.
Năm 1943, ông đồng sáng lập Liên đoàn Công nhân Mỏ Thống nhất. Đến năm 1946, ông vào Hội đồng Bảo hộ để đại diện cho quyền lợi của công nhân.
Năm 1947, Stevens học quan hệ lao động tại Cao đẳng Ruskin.

## Sự nghiệp chính trị

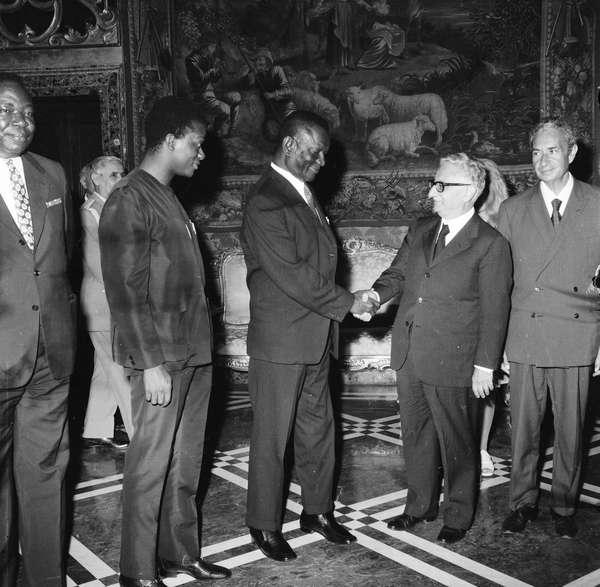
Stevens năm 1973

Năm 1951, Stevens đồng sáng lập Đảng Nhân dân Sierra Leone (SLPP) và được bầu vào Hội đồng Lập pháp.
Bất đồng với ban lãnh đạo SLPP, Stevens từ bỏ và đồng sáng lập Đảng Nhân dân Quốc gia (PNP) để giữ chức tổng thư ký và phó lãnh đạo đầu tiên. Năm 1959, ông đến Luân Đôn tham gia đàm phán độc lập. Sau đó, Stevens phát động Phong trào bầu cử trước độc lập (EBIM).

### Thủ tướng
Trong bầu cử ngày 17 tháng 3 năm 1967, APC giành chiến thắng sít sao. Stevens được làm Thủ tướng nhưng bị bắt chỉ vài phút sau khi nhậm chức khi nổ ra đảo chính quân sự.
Ngày 26 tháng 4 năm 1968, sau thời gian ngắn quân đội nắm quyền, Stevens tái đảm Thủ tướng. Ngày 20 tháng 4 năm 1971, Hạ viện phê chuẩn hiến pháp cộng hòa. Chánh án Christopher Okoro Cole trở thành toàn quyền lâm thời cuối tháng 3 trong giai đoạn chấm dứt nền quân chủ. Ngày 19 tháng 4 khi nền cộng hòa chính thức ra đời, Cole trở thành tổng thống trong hai ngày rồi từ chức để Stevens thế chỗ nắm quyền hành pháp và lập pháp.

### Tổng thống
Năm 1973, cuộc bầu cử tổng thống đầu tiên theo hiến pháp mới được tổ chức. Bạo lực đã làm hỏng tiến trình bầu cử cũng như SLPP tẩy chay và trao tất cả 85 ghế Hạ viện cho APC. Tháng 3 năm 1976, Stevens được bầu lại làm Tổng thống mà không bị Hạ viện phản đối. Sorie Ibrahim Koroma làm phó tổng thống trong suốt giai đoạn Stevens nắm quyền.
Cho đến hết thập niên 1970, Stevens tiếp tục củng cố quyền lực, đỉnh điểm là  trưng cầu dân ý năm 1978 về hiến pháp mới nhằm tạo ra chế độ độc đảng cho APC, dù cho đã như vậy từ khi bắt đầu nền cộng hòa. Ngày 12 tháng 6 ghi nhận 97,1% cử tri bỏ phiếu cho hiến pháp độc đảng mới, số liệu cao đến mức khó tin cho thấy chỉ có thể là gian lận. Các quan sát đồng thuận rằng chính phủ đã thao túng kết quả. Ngay cả những khu vực mà SLPP chiếm ưu thế mà tỷ lệ ủng hộ độc đảng vẫn rất cao.
Sau bầu cử, tất cả thành viên phe đối lập trong Hạ viện buộc phải tham gia APC của Stevens nếu không sẽ mất ghế. Hai năm sau khi được bầu lại với nhiệm kỳ 5 năm, Stevens tuyên thệ thêm nhiệm kỳ 7 năm. Ông còn được biết đến với cái tên Pa Shaki (Cha già dân tộc).
Tổng thống Stevens giữ chức Chủ tịch Tổ chức châu Phi Thống nhất (OAU) từ ngày 1 tháng 7 năm 1980 đến ngày 24 tháng 6 năm 1981. Ông cũng thiết kế và thành lập Liên minh sông Mano gồm Sierra Leone, Liberia và Guinée về vấn đề kinh tế. Stevens kiêm thêm Bộ trưởng Bộ Tài chính từ tháng 12 năm 1981 đến đầu năm 1982.
Chế độ Stevens đầy tham nhũng và áp bức. Nhiều đối thủ một số từng là cộng sự thân cận đã bị bỏ tù và giết hại. Đơn vị An ninh Nội bộ được thành lập để trở thành biệt đội tử thần của Stevens. Stevens thể hiện tinh thần độc tài sâu sắc, thường xuyên ban bố trình trạng khẩn cấp và hành quyết nhiều kẻ thù chính trị.
Stevens cũng hết sức sai lầm trong quản lý kinh tế. Ông và thân tín ăn cướp tài nguyên đất nước đến mức không thể cung cấp một cách cơ bản cho người dân. Hệ thống giáo dục coi như không có. Dù đã nghỉ hưu khi Nội chiến Sierra Leone nổ ra năm 1991, nhưng chính do các tác động của các chính sách chính trị, xã hội và kinh tế của Stevens đã góp phần vào nguyên nhân chiến tranh.

### Đối ngoại
Siaka Stevens đã tiếp cận các nước cộng sản như Bắc Triều Tiên, Cuba và Trung Quốc, khiến phương Tây cảnh giác. Tuy vậy, ông thân thiện với Anh trong nhiều vấn đề chính sách đối ngoại. Stevens giám sát quá trình chuyển đổi Sierra Leone từ chế độ Quân chủ lập hiến với Nữ hoàng Elizabeth II là Nữ hoàng Sierra Leone sang hình thức chính phủ cộng hòa. Ông vẫn luôn "thẳng thắn ủng hộ Anh" và không ủng hộ bất cứ hình thức thù địch nào đối với Vương quốc Anh hay hoàng gia. Stevens cho biết ở ngoài châu Phi, Anh sẽ vẫn là người bạn tốt nhất và chân thành nhất của Sierra Leone. Ông tự hào về vai trò tích cực Anh trong lịch sử Sierra Leone. Tên đệm của ông là "Probyn" lấy theo thống đốc Anh Leslie Probyn cai trị Sierra Leone năm 1904 -1910.

## Cuối đời
Ngày 28 tháng 11 năm 1985, Stevens mãn nhiệm nghỉ hưu. Ngày 29 tháng 5 năm 1988, Stevens qua đời tại Freetown.